# Рул, Боб
Бобби Фрэнк «Боб» Рул (англ. Bobby Frank "Bob" Rule; 29 июня 1944, Риверсайд, штат Калифорния — 5 сентября 2019, там же) — американский профессиональный баскетболист.

## Карьера игрока
Играл на позиции центрового. Учился в Городском колледже Риверсайда и Университете штата Колорадо, в 1967 году был выбран на драфте НБА под 19-м номером командой «Сиэтл Суперсоникс». Позже выступал за команды «Филадельфия-76», «Кливленд Кавальерс» и «Милуоки Бакс». Всего в НБА провёл 8 неполных сезонов. Первые три сезона Рул здорово играл и находился в превосходной форме, но в самом начале четвёртого порвал ахиллово сухожилие, после чего уже не смог восстановить свои былые кондиции и в 1974 году завершил свою карьеру. Один раз принимал участие в матче всех звёзд НБА (1970). Включался в 1-ю сборную новичков НБА (1968). Всего за карьеру в НБА сыграл 403 игры, в которых набрал 7007 очков (в среднем 17,4 за игру), сделал 3333 подбора, 594 передачи, 12 перехватов и 10 блок-шотов.

## Статистика

### Статистика в НБА
| Сезон                                                                                    | Команда     | Регулярный сезон | Регулярный сезон | Регулярный сезон | Регулярный сезон | Регулярный сезон | Регулярный сезон | Регулярный сезон | Регулярный сезон | Регулярный сезон | Регулярный сезон | Регулярный сезон | Серия плей-офф | Серия плей-офф | Серия плей-офф | Серия плей-офф | Серия плей-офф | Серия плей-офф | Серия плей-офф | Серия плей-офф | Серия плей-офф | Серия плей-офф | Серия плей-офф |
| Сезон                                                                                    | Команда     | GP               | GS               | MPG              | FG%              | 3P%              | FT%              | RPG              | APG              | SPG              | BPG              | PPG              | GP             | GS             | MPG            | FG%            | 3P%            | FT%            | RPG            | APG            | SPG            | BPG            | PPG            |
| ---------------------------------------------------------------------------------------- | ----------- | ---------------- | ---------------- | ---------------- | ---------------- | ---------------- | ---------------- | ---------------- | ---------------- | ---------------- | ---------------- | ---------------- | -------------- | -------------- | -------------- | -------------- | -------------- | -------------- | -------------- | -------------- | -------------- | -------------- | -------------- |
| 1967/68                                                                                  | Сиэтл       | 82               |                  | 29,6             | 48,9             |                  | 65,8             | 9,5              | 1,2              |                  |                  | 18,1             | Не участвовал  | Не участвовал  | Не участвовал  | Не участвовал  | Не участвовал  | Не участвовал  | Не участвовал  | Не участвовал  | Не участвовал  | Не участвовал  | Не участвовал  |
| 1968/69                                                                                  | Сиэтл       | 82               |                  | 37,9             | 46,9             |                  | 68,2             | 11,5             | 1,7              |                  |                  | 24,0             | Не участвовал  | Не участвовал  | Не участвовал  | Не участвовал  | Не участвовал  | Не участвовал  | Не участвовал  | Не участвовал  | Не участвовал  | Не участвовал  | Не участвовал  |
| 1969/70                                                                                  | Сиэтл       | 80               |                  | 37,0             | 46,3             |                  | 71,4             | 10,3             | 1,8              |                  |                  | 24,6             | Не участвовал  | Не участвовал  | Не участвовал  | Не участвовал  | Не участвовал  | Не участвовал  | Не участвовал  | Не участвовал  | Не участвовал  | Не участвовал  | Не участвовал  |
| 1970/71                                                                                  | Сиэтл       | 4                |                  | 35,5             | 48,0             |                  | 83,3             | 11,5             | 1,8              |                  |                  | 29,8             | Не участвовал  | Не участвовал  | Не участвовал  | Не участвовал  | Не участвовал  | Не участвовал  | Не участвовал  | Не участвовал  | Не участвовал  | Не участвовал  | Не участвовал  |
| 1971/72                                                                                  | Сиэтл       | 16               |                  | 15,2             | 36,3             |                  | 53,5             | 3,4              | 0,4              |                  |                  | 7,1              | Не участвовал  | Не участвовал  | Не участвовал  | Не участвовал  | Не участвовал  | Не участвовал  | Не участвовал  | Не участвовал  | Не участвовал  | Не участвовал  | Не участвовал  |
| 1971/72                                                                                  | Филадельфия | 60               |                  | 33,1             | 44,5             |                  | 69,5             | 8,0              | 1,8              |                  |                  | 17,3             | Не участвовал  | Не участвовал  | Не участвовал  | Не участвовал  | Не участвовал  | Не участвовал  | Не участвовал  | Не участвовал  | Не участвовал  | Не участвовал  | Не участвовал  |
| 1972/73                                                                                  | Филадельфия | 3                |                  | 4,0              | 0,0              |                  | -                | 0,7              | 0,3              |                  |                  | 0,0              | Не участвовал  | Не участвовал  | Не участвовал  | Не участвовал  | Не участвовал  | Не участвовал  | Не участвовал  | Не участвовал  | Не участвовал  | Не участвовал  | Не участвовал  |
| 1972/73                                                                                  | Кливленд    | 49               |                  | 9,0              | 38,2             |                  | 64,5             | 2,2              | 0,8              |                  |                  | 2,9              | Не участвовал  | Не участвовал  | Не участвовал  | Не участвовал  | Не участвовал  | Не участвовал  | Не участвовал  | Не участвовал  | Не участвовал  | Не участвовал  | Не участвовал  |
| 1973/74                                                                                  | Кливленд    | 26               |                  | 20,8             | 39,6             |                  | 73,9             | 4,0              | 1,8              | 0,5              | 0,4              | 7,2              | Не участвовал  | Не участвовал  | Не участвовал  | Не участвовал  | Не участвовал  | Не участвовал  | Не участвовал  | Не участвовал  | Не участвовал  | Не участвовал  | Не участвовал  |
| 1974/75                                                                                  | Милуоки     | 1                |                  | 11,0             | 0,0              |                  | -                | 0,0              | 2,0              | 0,0              | 0,0              | 0,0              | Не участвовал  | Не участвовал  | Не участвовал  | Не участвовал  | Не участвовал  | Не участвовал  | Не участвовал  | Не участвовал  | Не участвовал  | Не участвовал  | Не участвовал  |
|                                                                                          | Всего       | 403              |                  | 29,4             | 46,1             |                  | 68,6             | 8,3              | 1,5              | 0,4              | 0,4              | 17,4             | Не участвовал  | Не участвовал  | Не участвовал  | Не участвовал  | Не участвовал  | Не участвовал  | Не участвовал  | Не участвовал  | Не участвовал  | Не участвовал  | Не участвовал  |
| Наведите курсор мыши на аббревиатуры в заголовке таблицы, чтобы прочесть их расшифровку. |             |                  |                  |                  |                  |                  |                  |                  |                  |                  |                  |                  |                |                |                |                |                |                |                |                |                |                |                |